# コーネリアス・カーデュー
コーネリアス・カーデュー（Cornelius Cardew、1936年5月7日 ウィンチカム - 1981年12月13日 ロンドン）は、イギリスの前衛音楽の作曲家。

## 略歴と作風
カーデューはハンス・アイスラー、マーク・ブリッツステイン、フレデリック・ジェフスキー、クリスチャン・ウォルフ、ルイジ・ノーノらとともに、初期の前衛的作曲家から、後期の政治論客へと転向した音楽家のひとり。
ケルンに留学、1958年から1960年までカールハインツ・シュトックハウゼンに師事、しばらくその助手をつとめた。ピアニストとしては、シュトックハウゼンのほかにジョン・ケージ、モートン・フェルドマン、クリスチャン・ウォルフの室内楽曲の演奏家として特に有名である。この時期に書かれた《ピアノソナタ第3番》はシュトックハウゼンの影響が良質な形で継承された秀作である。実験音楽の演奏では、フリー・インプロヴィゼーション集団AMMとも共演をくり広げた。この時期の演奏家としての姿勢はマイケル・ナイマン・バンドに引き継がれている。
帰国後はハワード・スケンプトンらとともに、実験的演奏集団「スクラッチ・オーケストラ」の創設者のひとりとなる。純粋に心理学的に解釈される図形楽譜を用いた《論文 Treatise 》、儒学思想に基づき即興演奏が展開される《大学 The Great Learning 》などの作品で著名となる。
英国政界の極左グループに属し、様々な社会問題にも活動した。（マルクス・レーニン主義を綱領とする）英国革命共産党の共同創設者でもある。このため後に前衛音楽を棄て、後期ロマン派音楽の調的な様式によって作曲するかたわら、著書『シュトックハウゼンは帝国主義の手先』を執筆した（1974年）。長らくマルクス主義や毛沢東主義の宣伝工作に献身し、しばしば伝統的なイングランド民謡を引用して数多くの歌曲を創作（《社会契約なんかぶっ飛ばせ 'Smash the Social Contract' 》《偽りは一つ、真実も一つ 'There Is Only One Lie, There Is Only One Truth' 》）。芸術家としてより政治家としての活動が多くなった。
1981年12月13日、ロンドンの自宅近くで轢き逃げ事故により急死した。犯人はわからずじまいである。突然の死により、二台ピアノのための《ブラヴォーグ Boolavogue》が未完の絶筆となった。
楽譜は、BMICが無料でpdfファイルを公開している。

## ディスコグラフィ

### リーダー・アルバム
- The Great Learning (1971年、Deutsche Grammophon)
- 『アイルランドにおける四つの原則』 - Four Principles on Ireland and Other Pieces 1974 (1975年、Cramps)
- Memorial Concert (1985年、Impetus)
- Thälmann Variations (1986年、Matchless)
- Piano Music (1991年、B&L)
- Piano Music 1959–70 (1996年、Matchless)
- Treatise (1999年、hatART)
- We Only Want the Earth (2001年、Musicnow)
- Apartment House Chamber Music 1955–64 (2001年、Matchless)
- We Sing for the Future! (2001年、New Albion)
- Material (2004年、hatART)
- Consciously (2006年、Musicnow)
- Treatise (2009年、Planam) ※with キース・ロウ
- Treatise (2009年、Mode) ※with Petr Kotik
- Works 1960–70 (2010年、+3 dB)
- Treatise (Harsh-Noise Version) (2013年、Sublime Recapitulation)